# Яковлево (Крым)
Я́ковлево (до 1948 года Чота́й; укр. Яковлеве, крымскотат. Çotay, Чотай) — исчезнувшее село в Сакском районе Республики Крым (согласно административно-территориальному делению Украины — Автономной Республики Крым), располагавшееся на севере района, в степной части Крыма, присоединённое к Добрушино, сейчас — восточная окраина села.

## История
Первое документальное упоминание села встречается в Камеральном Описании Крыма… 1784 года, судя по которому, в последний период Крымского ханства Чутай входил в Козловский кадылык Козловского каймаканства.
После присоединения Крыма к России (8) 19 апреля 1783 года, (8) 19 февраля 1784 года, именным указом Екатерины II сенату, на территории бывшего Крымского Ханства была образована Таврическая область и деревня была приписана к Евпаторийскому уезду. После Павловских реформ, с 1796 по 1802 год, входила в Акмечетский уезд Новороссийской губернии. По новому административному делению, после создания 8 (20) октября 1802 года Таврической губернии, Чотай был включён в состав Кудайгульской волости Евпаторийского уезда.
По Ведомости о волостях и селениях, в Евпаторийском уезде с показанием числа дворов и душ… от 19 апреля 1806 года в деревне Чомак числилось 19 дворов и 90 крымских татар. На военно-топографической карте генерал-майора Мухина 1817 года деревня Чотай обозначена с 17 дворами. После реформы волостного деления 1829 года Чотай, согласно «Ведомости о казённых волостях Таврической губернии 1829 года» остался в составе Кудайгульской волости. На карте 1836 года в деревне 15 дворов.
Затем, видимо, вследствие эмиграции крымских татар в Турцию, деревня заметно опустела и на карте 1842 года Чотай обозначен условным знаком «малая деревня», то есть, менее 5 дворов.
В 1860-х годах, после земской реформы Александра II, деревню определили центром Чотайской волости. В «Списке населённых мест Таврической губернии по сведениям 1864 года», составленном по результатам VIII ревизии 1864 года, Чотай — владельческая татарская деревня, с 9 дворами, 43 жителями и мечетью при колодцах. По обследованиям профессора А. Н. Козловского 1867 года, вода в колодцах деревни была «хорошая, пресная», а их глубина достигала 20—25 саженей (42—53 м). На трёхверстовой карте Шуберта 1865—1876 года в деревне обозначено 11 дворов.
В «Памятной книге Таврической губернии 1889 года», по результатам Х ревизии 1887 года, в деревне Чотай числилось 25 дворов и 119 жителей. Согласно «…Памятной книжке Таврической губернии на 1892 год», в деревне Чотай, входившей в Нурельдинский участок, было 27 жителей в 4 домохозяйствах.
Земская реформа 1890-х годов в Евпаторийском уезде прошла после 1892 года, в результате Чотай приписали к Донузлавской волости.
По «…Памятной книжке Таврической губернии на 1900 год» в деревне числилось 178 жителей в 17 дворах. По Статистическому справочнику Таврической губернии. Ч.II-я. Статистический очерк, выпуск пятый Евпаторийский уезд, 1915 год, в Донузлавской волости Евпаторийского уезда числились хутор и 3 экономии Чотай, всего 12 дворов с русскими и армянскими жителями в количестве 64 человек приписного населения и 125 — «постороннего». На хуторе было 5 дворов, все безземельные, русское население включало 35 приписных и 15 «посторонних» жителей. К селению было приписано 547 десятин удобной земли. В хозяйствах имелось 32 лошади, 30 волов, 12 коров и 140 голов мелкого скота.
После установления в Крыму Советской власти, по постановлению Крымревкома от 8 января 1921 года № 206 «Об изменении административных границ» была упразднена волостная система и село вошло в состав Евпаторийского района Евпаторийского уезда, а в 1922 году уезды получили название округов. 11 октября 1923 года, согласно постановлению ВЦИК, в административное деление Крымской АССР были внесены изменения, в результате которых округа были отменены и произошло укрупнение районов — территорию округа включили в Евпаторийский район. Согласно Списку населённых пунктов Крымской АССР по Всесоюзной переписи 17 декабря 1926 года, в селе Чотай, Отешского сельсовета Евпаторийского района, числилось 18 дворов, все крестьянские, население составляло 102 человека, из них 73 украинца, 22 русских, 1 немец. После создания 15 сентября 1931 года Фрайдорфского (переименованного в 1944 году в Новосёловский) еврейского национального (лишённого статуса национального постановлением Оргбюро ЦК КПСС от 20 февраля 1939 года) района Чотай включили в его состав.
С 25 июня 1946 года Чотай в составе Крымской области РСФСР. Указом Президиума Верховного Совета РСФСР от 18 мая 1948 года, Чотай переименовали в Яковлева. 25 июля 1953 года Новоселовский район был упразднен и село включили в состав Сакского. 26 апреля 1954 года Крымская область была передана из состава РСФСР в состав УССР. Время включения в состав Наташинского сельсовета пока не установлено: на 15 июня 1960 года село уже числилось в его составе. К 1968 году Яковлево присоединили к Добрушино.